# Chinatown (Londen)

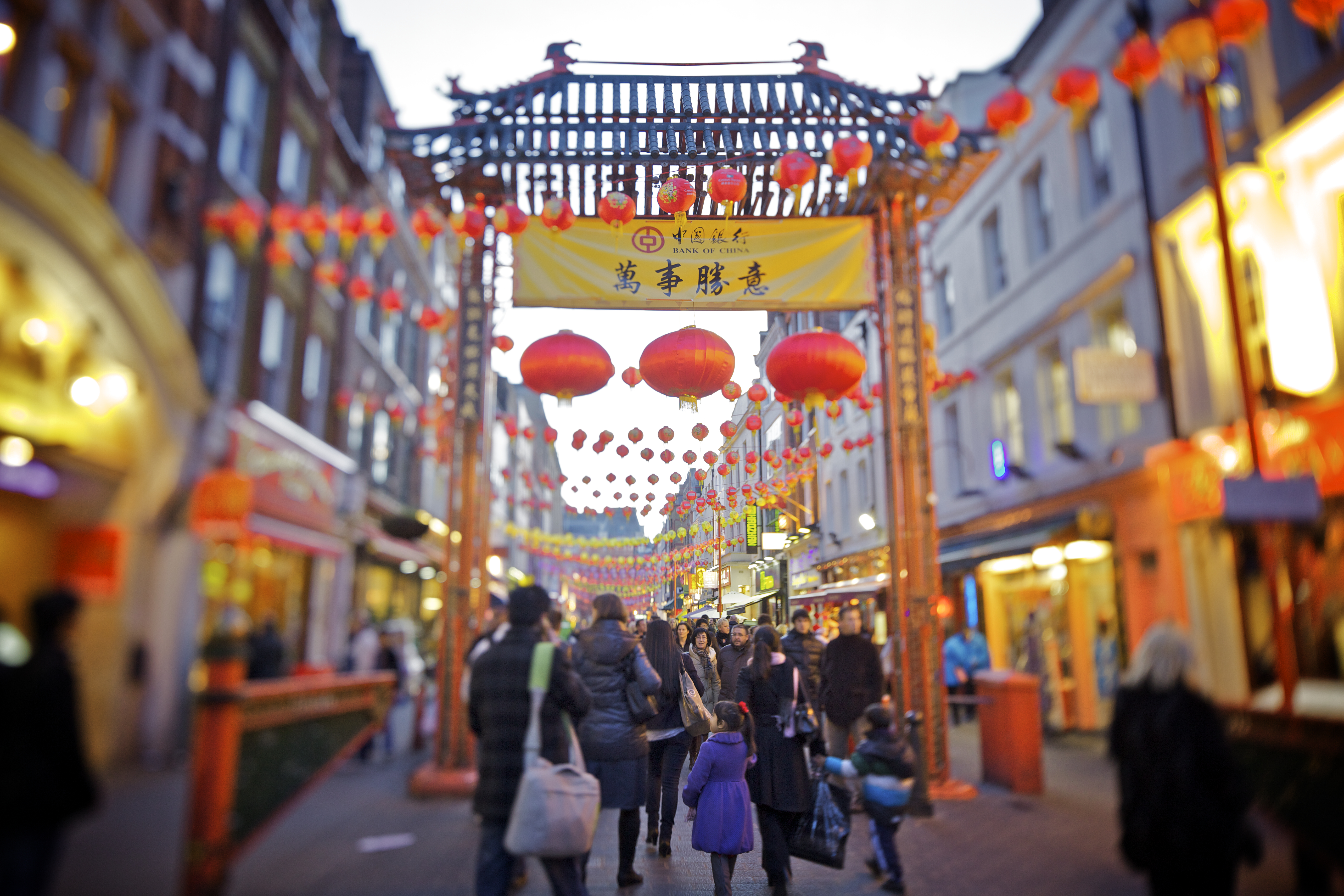
Gerrard Street

Londen Chinatown ligt in de Londense buurt Soho van City of Westminster. Het heeft een groot aantal Chinese restaurants, bakkers, supermarkten/toko's, souvenirwinkeltjes en andere Chinese winkels.

## Geschiedenis
De eerste Chinese buurt in Londen was gelegen in Limehouse van het East End. Begin 20e eeuw concentreerde de Chinese populatie van Londen zich hier en waren vele Chinese winkeltjes geopend van Chinese havenarbeiders van de Docklands. Tijdens de Tweede Wereldoorlog werd de buurt platgebombardeerd.
Na de oorlog groeide de populariteit van de Chinese keuken en de invloed van immigranten uit Hongkong, dit leidde tot de sterke groei van Chinese restaurants.
Sinds 1992 is er vlakbij een boeddhistische tempel, London Fo Guang Shan Temple.

## Voorzieningen binnen en buiten de buurt

### Binnen de buurt
Tempels:
- London Fo Guang Shan Temple

Vereniging(shuizen):
- London Chinatown Lions Club
- Chinese Community Centre (London)

### Buiten de buurt
Media:
- London Huayu

Tempels:
- Shaolin Temple UK

Kerken:
- London Chinese Catholic Centre
- London Chinese Alliance Church 倫敦華人宣道會
- North London Alliance Church 北倫敦華人宣道會
- South London Alliance Church 南倫敦宣道會
- London Grace Church. C&MA 宣道會恩倫堂
- East London Alliance Fellowship 東倫敦宣道團契
- Beckton Chinese Gospel Church
- Bread of Life Christian Church in London
- Chinese Church in London
- Chinese Congregation of the Methodist Church
- Chinese Congregation Epsom Methodist Church
- Chinese Student and Scholar Christian Fellowship (London) 中國學人基督徒團契(倫敦)
- East London Christian Fellowship Centre
- Elim Salvation for Chinese Church (London)
- Emmanuel Evangelical Church
- London Chinese Baptist Church
- London Chinese Lutheran Church
- London Chinese Scholar Christian Fellowship 倫敦華夏學人團契
- Chinese Rhenish Church (UK)
- Saint Martin-in-the-Fields (Chinese Anglican Congregation)

Vereniging(shuizen):
- Bishop Ho Ming Wah Association and Community Centre
- Ming-Ai Association
- London Chinese Community Network
- Ming-Ai (London) Institute